# 恭雲院
恭雲院（きょううんいん，生卒年不詳），是日本戰國時代至安土桃山時代間的女性，甲斐武田氏的家臣真田幸綱（幸隆）的正室。

## 關連作品
- 風林火山（NHK大河劇）（2007年、NHK総合，演出：清水美沙） - 役名は「忍芽（しのめ）」。
- 真田丸（NHK大河劇）（2016年，NHK綜合，演出：草笛光子） - 役名は「とり」。